# فرانز فان در فيين
فرانز فان در فيين (بالهولندية: Frans van der Veen)‏ (مواليد 25 مارس 1919) هو لاعب كرة قدم. يلعب مع منتخب هولندا لكرة القدم. سبق له أن لعب في كأس العالم لكرة القدم مع منتخب بلاده.

## روابط خارجية
- فرانز فان در فيين على موقع الاتحاد الدولي (مؤرشف)  (الإنجليزية)
- فرانز فان در فيين على موقع ناشيونال فوتبول تيمز (الإنجليزية)
- فرانز فان در فيين على موقع Soccerway.com (الإنجليزية)
- فرانز فان در فيين على موقع عالم كرة القدم.نت (الإنجليزية)